# Sarajevsko-zenička kotlina
Sarajevsko-zenička kotlina (ili Sarajevsko-zenička zavala) je kotlina u dolini rijeke Bosne, u središnjoj Bosni.
Ova se kotlina položajem, veličinom i značenjem izdvaja od ostalih riječnih kotlina na području Bosne i Hercegovine. Sarajevsko-zenička kotlina je najgušće naseljeno područje u državi.
U jugoistočnom dijelu kotline smješten je glavni i najveći bosanskohercegovački grad Sarajevo, dok se u sjeverozapadnom dijelu kotline nalazi Zenica. To su dva najveća centra prema kojima je ova kotlina i nazvana. 